# Рунк (Скерішоара, Алба)
Рунк (рум. Runc) — село у повіті Алба в Румунії. Входить до складу комуни Скерішоара.
Село розташоване на відстані 337 км на північний захід від Бухареста, 69 км на північний захід від Алба-Юлії, 63 км на південний захід від Клуж-Напоки.

## Населення
За даними перепису населення 2002 року у селі проживали 167 осіб, усі — румуни. Усі жителі села рідною мовою назвали румунську.